# محمد الموكلي
محمد بن أحمد الموكلي، الرئيس التنفيذي لشركة مطارات القابضة، من 1 يناير 2022 وحتى 1 مارس 2023. شغل منصب وكيل وزارة البيئة والمياه والزراعة، والرئيس التنفيذي لشركة المياه الوطنية سابقًا، كُلف بمنصب وكيل وزارة في 15 ديسمبر 2016، وعُين بمنصب رئيس تنفيذي في يوم الأربعاء الموافق 8 مارس 2017، إضافة لمهامه في وزارة البيئة والمياه والزراعة.

## التعليم
حصل على درجة البكالوريوس في الهندسة الكيميائية من جامعة الملك عبد العزيز في جدة عام 1997، ثم حصل على درجة الماجستير في إدارة الأعمال من جامعة آسيا ميتروبوليتان، في ماليزيا عام 2017. كما حصل على شهادة تنفيذية في الاستراتيجيات والإبداع عام 2014، وشهادة تنفيذية في قيادة إستراتيجية الأعمال الرقمية عام 2020 من جامعة MIT في الولايات المتحدة الأمريكية.

## حياته العملية
- الرئيس التنفيذي لشركة مطارات القابضة (2022 - 2023).
- الرئيس التنفيذي لشركة المياة الوطنية (2017 - 2021).
- شغل منصب وكيل وزارة البيئة والمياه والزراعة لخدمات المياه (2016).[5]
- عمل لمدة 12 عام في مجموعة العبيكان للاستثمار في قطاع الصناعات الورقية والطباعة والتغليف للسلع الاستهلاكية حيث شغل خلال هذه المدة منصب مدير عام الصناعات الورقية ونائب الرئيس التنفيذي إلى أن عين رئيسًا تنفيذيًا للشركة عام 2015م.
- شغل منصب مدير التشغيل في شركة كيميا – شركة الجبيل للبتروكيماويات وهي شركة تم تأسيسها بشراكة بين الشركة السعودية للصناعات الأساسية سابك وشركة اكسون موبيل الأمريكية (2001 – 2005).
- شغل منصب مهندس تشغيل في مؤسسة تحلية المياه المالحة (1997 - 2000).

## العضويات

### مجالس إدارة
- عضو مجلس إدارة الهيئة السعودية للمدن الصناعية ومناطق التقنية (مدن).
- عضو مجلس إدارة هيئة تطوير منطقة الرياض.
- عضو مجلس إدارة هيئة تطوير منطقة مكة المكرمة.

### لجان
- رئيس اللجنة التوجيهية على برنامج تخطيط مشاريع المياه والصرف الصحي.
- رئيس اللجنة التوجيهية على مشاريع تحسين جودة مياه الشرب في المملكة.
- عضو اللجنة التوجيهية لمبادرات التحول الوطني.
- عضو اللجنة التنفيذية لحوكمة أسعار منتجات الطاقة والمياه.
- عضو اللجنة التنفيذية على مشاريع تخصيص قطاع المياه.
- عضو اللجنة الإشرافية العليا للبرنامج الخيري (سقاية).

## الجوائز
حاز على جائزة التميز الحكومي العربي عن أفضل مدير عام لهيئة أو مؤسسة حكومية، وذلك في حفل تكريم الفائزين في دورته الأولى بدولة الإمارات العربية المتحدة.